# Mark Donohue
Mark Neary Donohue Jr. (* 18. März 1937 in der Haddon Township, New Jersey; † 19. August 1975 in Graz, Österreich) war ein US-amerikanischer Automobilrennfahrer.
Donohues Karriere begann 1959 mit Clubrennen und Teilnahmen an kleineren Rennveranstaltungen. Er fuhr hauptsächlich Sportwagenrennen in verschiedenen nordamerikanischen Serien wie der Trans-Am, Can-Am und IROC. Zwischen 1962 und 1971 startete er insgesamt sieben Mal beim 12-Stunden-Rennen von Sebring sowie 1966, 1967 und 1971 dreimal beim 24-Stunden-Rennen von Le Mans. Von 1968 bis 1973 startete er zudem in verschiedenen Klassen in der NASCAR und der US-amerikanischen Formel-Meisterschaft. 1972 gewann er das Indianapolis 500. 1971 debütierte er für Penske in der Formel 1 und fuhr bis 1975 insgesamt vierzehn Grands Prix. Seine Person ist eng mit Penske Racing verbunden, an deren Aufstieg er in der Frühphase des Teams entscheidend mitwirkte.
Im August 1975 zog sich Donohue bei einem Unfall im Warm-Up zum Großen Preis von Österreich auf dem Österreichring eine Kopfverletzung zu, der er zwei Tage später erlag.

## Persönliches
Mark Donohue wurde 1937 als eines von drei Kindern des wohlhabenden Patentanwalts Mark Neary Donohue Sr. und dessen Frau Hazel (geb. Wright) in der Haddon Township im US-Bundesstaat New Jersey geboren und wuchs in der nahegelegenen Stadt Summit auf. In seiner Jugend interessierte er sich für die aufkommende Hot-Rod-Szene und besaß zeitweise selbst ein entsprechend umgebautes Fahrzeug. Nach seinem Schulabschluss begann Donohue ein Maschinenbaustudium an der Brown University in Providence im Bundesstaat Rhode Island, das er mit dem Grad des Bachelor abschloss. Danach arbeitete er zeitweise bei einem Bremsenhersteller. Er setzte diese Kenntnisse im Laufe seiner Rennfahrerkarriere auch häufig ein, so z. B., in dem er das Setup seiner Fahrzeuge vor den Rennen anstelle seiner Mechaniker oft selbst durchführte. 1973 wurde er von der Drexel University in Philadelphia mit dem Engineering and Science Award ausgezeichnet.
Im Motorsport galt Donohue stets als der „stille Mann“ und fiel durch sein zurückhaltendes und sehr gewähltes Auftreten auf. Gleichzeitig zeigte er sich privat aber als sehr offene und humoristische Persönlichkeit. Während er zum Beginn seiner Karriere als „Captain Nice“ bekannt war, wandelte sich dieser Spitznamen später in das Wortspiel „Dark Monohue“. Er pflegte eine intensive freundschaftliche wie sportliche Beziehung zu Roger Penske, den er 1966 bei der Beerdigung von Walt Hansgen kennengelernt hatte, und war maßgeblich am Aufstieg des Team Penske beteiligt, das er 1974 kurzzeitig als Teamchef führte und das heute zu den erfolgreichen Rennställen der USA gehört. Donohue arbeitete teilweise bis zu zwanzig Stunden pro Tag in der Werkstatt des Teams und wandte einen für seine Zeit ungewöhnlich hohen Arbeitsaufwand beim Setup der Fahrzeuge auf. Kurz vor seinem tödlichen Unfall veröffentlichte Donohue 1975 seine Autobiographie „The Unfair Advantage“ (dt. „Der unfaire Vorteil“), in dem er unter anderem seine perfektionistische Arbeitsweise und neuartige Methoden der Weiterentwicklung von Fahrzeugen thematisierte.
Donohue war zweimal verheiratet, zunächst ab 1963 mit Sue Jane Warren und ab Ende 1974 mit dem Model Eden Rafshoon, das er 1972 während seiner Erholungszeit von einem schweren Rennunfall kennengelernt hatte. Aus erster Ehe gingen die Söhne Michael und David hervor; Letzterer war ebenfalls zeitweise als Rennfahrer aktiv.

## Karriere

### Erste Jahre (bis 1962)
Mark Donohue sammelte seine ersten Rennerfahrungen bei lokalen Clubrennen. Während seiner Zeit als Student kaufte ihm sein Vater eine Corvette C1, mit der sich Donohue ab 1958 zu lokalen Rennen anmeldete. Ein Freund nahm ihn zu einem Bergrennen im Belknap County in New Hampshire mit und überredete ihn zur Teilnahme. Donohue gewann mit seinem Serienfahrzeug gegen die Konkurrenz, die teilweise stärkere Fahrzeuge einsetzte. Später verkaufe Donohue seine Corvette und erwarb einen Elva Courier, mit dem er erfolgreich an kleineren Rennen des Sports Car Club of America teilnahm. Dort knüpfte er auch erste Kontakte zu Fahrern wie Peter Revson und Roger Penske, mit dem er später sehr erfolgreich zusammenarbeitete.

### Sportwagen-Weltmeisterschaft (1962–1973)

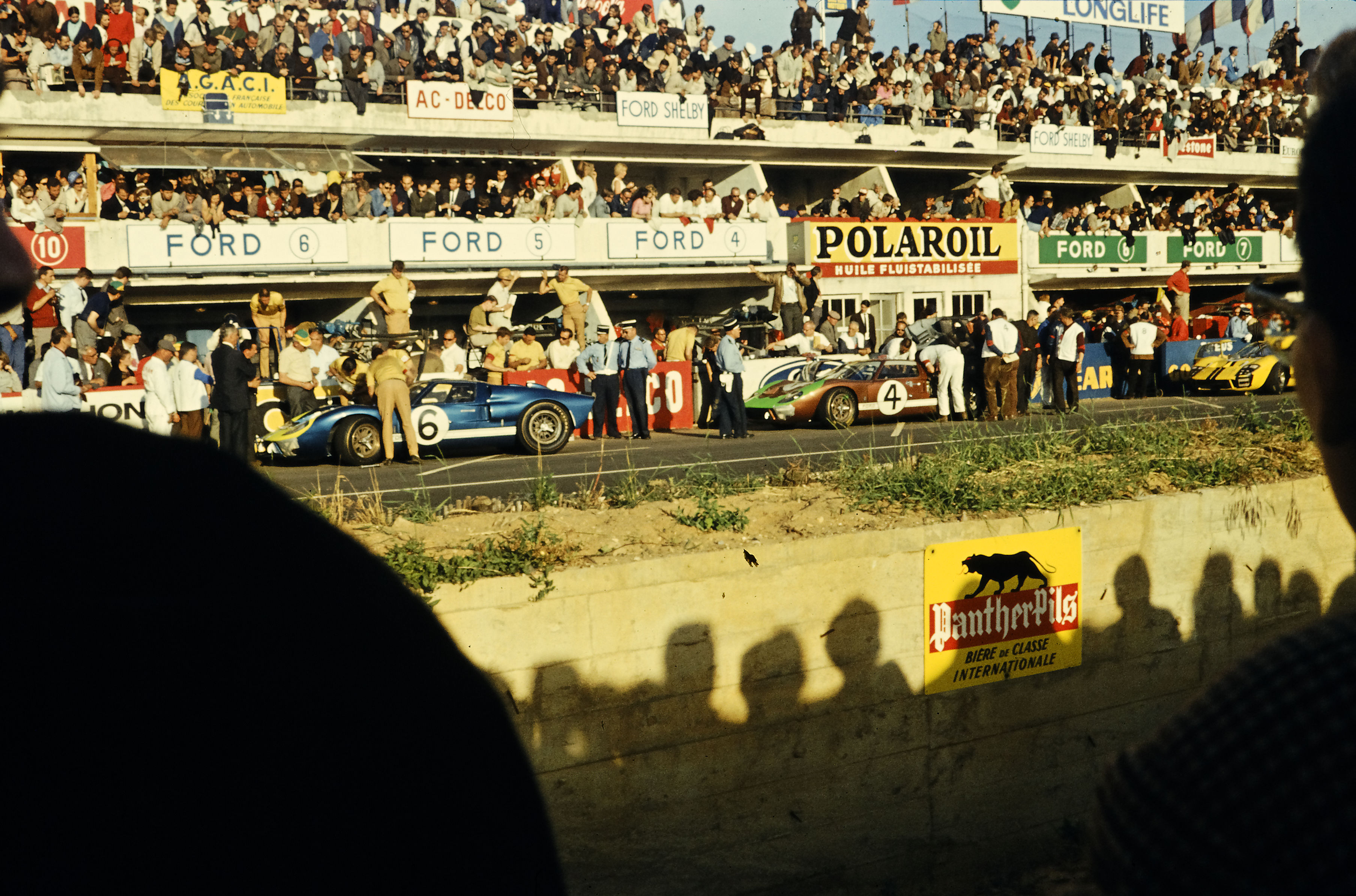
Ford GT40 (#4) von Donohue/Hawkins in Le Mans, 1966

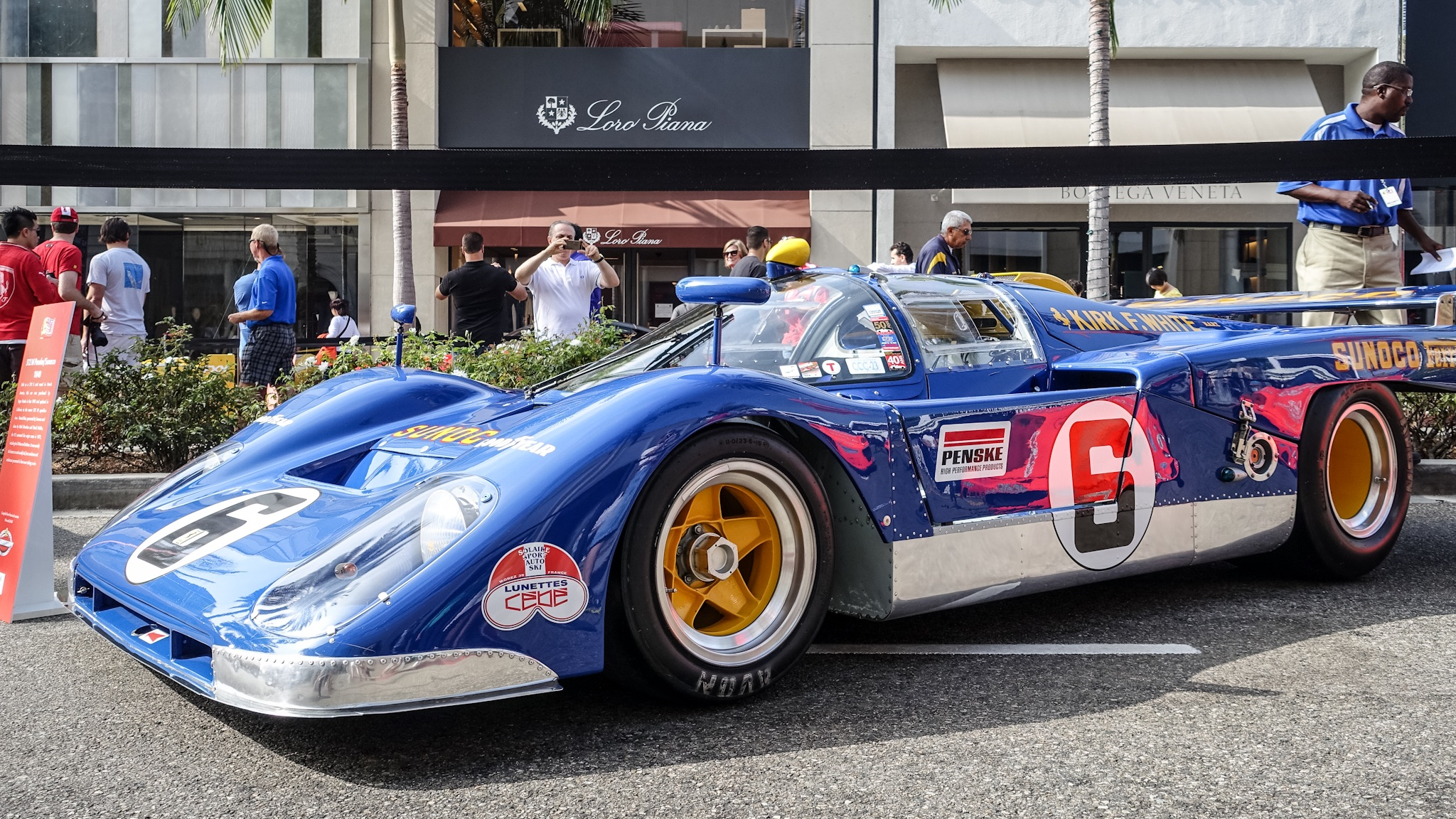
Ferrari 512M von Donohue/Hobbs, 1971

Zu Beginn seiner Karriere in der Sportwagen-Weltmeisterschaft startete Donohue mit verschiedenen Teamkollegen bei vereinzelten Veranstaltungen in niedrigen Klassen. Erfolge blieben aber aus. Diese Zeit war aber entscheidend für seine weitere Sportwagenkarriere, da der erfahrene Walt Hansgen auf den vielversprechenden Nachwuchspiloten aufmerksam wurde und mit ihm zunächst auf privaten Fahrzeugen als Teamkollegen fuhr sowie ihn letztendlich in das von Ford unterstützte Team Holman-Moody mitnahm. Mit dem dort eingesetzten  Ford GT40 hatte Donohue so erstmals ein siegfähiges Fahrzeug zur Verfügung. Sein Debüt für den neuen Rennstall gab er beim 24-Stunden-Rennen von Daytona 1966. Mit Hansgen als Teamkollegen musste sich Donohue zwar den beiden GT40 von Shelby American geschlagen geben, belegte aber gleich bei seinem ersten Rennen mit dem neuen Wagen den dritten Platz. Beim folgenden 12-Stunden-Rennen von Sebring kam das Duo dem Sieg noch näher – zwar gewann erneut die Shelby-Mannschaft Miles/Ruby, doch konnten Donohue/Hansgen aufgrund der Disqualifikation des zweiten Shelby-Wagens auf den zweiten Platz aufrücken. Danach trat das Team zunächst für einige Monate bei keinen Rennen mehr an, um sich auf das 24-Stunden-Rennen von Le Mans vorzubereiten. Bei Testläufen für die Veranstaltung verunglückte Hansgen tödlich. Donohue nahm daraufhin mit Paul Hawkins als Teamkollegen am Rennen teil, doch musste die Mannschaft schon nach zwölf Runden mit technischen Problemen das Rennen aufgeben.
1967 wurde Donohue für das 24-Stunden-Rennen von Daytona noch einmal von Holman-Moody zurückgeholt. Er bildete eine Fahrerpaarung mit Peter Revson, doch musste das Duo ihren GT40 nach etwa halber Renndauer abstellen. Danach nahm Donohue nur noch am 24-Stunden-Rennen von Le Mans teil. Carroll Shelby hatte ihn als Teamkollegen von Bruce McLaren für den zweiten Shelby-GT40 verpflichtet. Die Mannschaft Donohue und McLaren war sich zwar oft uneins, was das Setup und die Fahrweise des jeweiligen Kontrahenten betraf, doch gelang es am Ende einen vierten Platz herauszufahren, während der Shelby-Ford von A. J. Foyt und Dan Gurney die Gesamtwertung gewann.
Für das Jahr 1968 war Donohue bereits fest mit dem Team von Roger Penske verbunden und trat mit einem Chevrolet Camaro und den Teamkollegen Bob Johnson und Craig Fisher zum 24-Stunden-Rennen von Daytona an. Das Team belegte den zwölften Rang im Gesamtklassement, erzielte aber den Klassensieg für Trans-Am-Fahrzeuge mit über zwei Litern Hubraum. Donohue startete auch zum folgenden 12-Stunden-Rennen von Sebring. Erneut mit Fisher als Teamkollegen erreichte Donohue den dritten Platz in der Gesamtwertung sowie erneut den Klassensieg und beendete das Rennen nur sechs Runden hinter den Gesamtsiegern Siffert/Herrmann im Porsche 907.
Der Sieg beim 24-Stunden-Rennen von Daytona 1969 markierte den größten Erfolg Donohues in der Sportwagen-Weltmeisterschaft. Penske meldete ihn in einem Lola T70 zusammen mit Ronnie Bucknum für die Veranstaltung. Aufgrund eines Fingerverletzung noch vor dem Beginn des Trainings musste Bucknum auf den Start verzichten – er wurde durch Chuck Parsons vertreten. Da im Rennen alle vier Porsche 908 sowie beide Ford GT40 ausfielen, war der Weg für einen Lola-Doppelsieg frei. Zum folgenden Lauf in Sebring war Bucknum wieder genesen, doch mussten er und Donohue das Rennen mit einem Defekt am Führungslenker aufgeben.
Im Anschluss an den Sieg in Daytona erreichte Donohue aber keine größeren Erfolge mehr. Er trat in den folgenden Jahren für Penske mit verschiedenen Beifahrern und Fahrzeugen an, fiel aber meist aus. Das beste Ergebnis markierte ein dritter Platz beim 24-Stunden-Rennen von Daytona 1971 mit einem Ferrari 512S zusammen mit David Hobbs. Mit dem gleichen Fahrzeug und Teamkollegen startete Donohue 1971 auch zum dritten und letzten Mal beim 24-Stunden-Rennen von Le Mans. Das Duo kam aber aufgrund eines Motorschadens nicht ins Ziel.

### Can-Am (1966–1973)

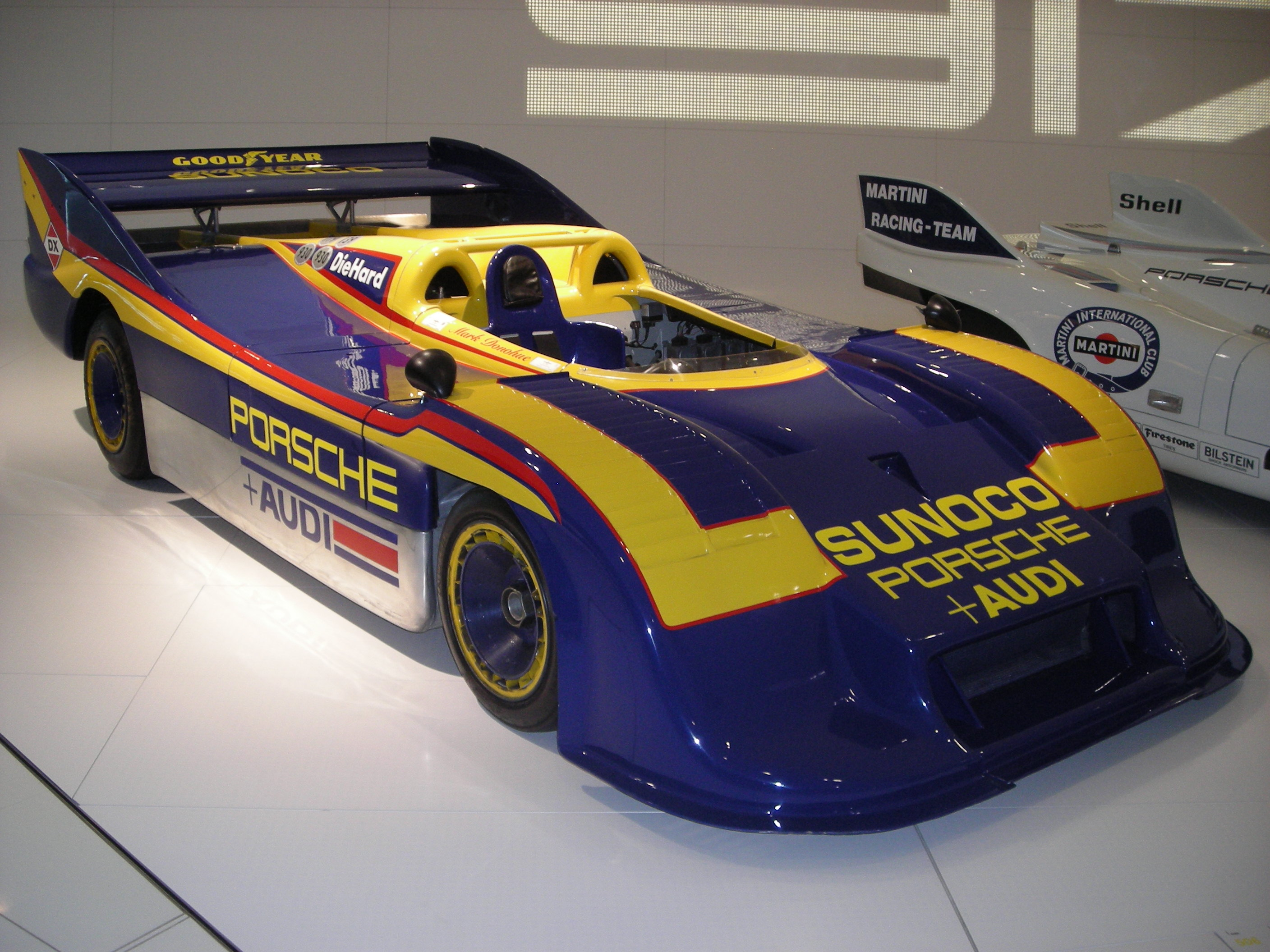
Porsche 917/30 Paris von 1972

Mark Donohue gehörte zusammen mit Roger Penske zum Standardrepertoire des Canadian-American Challenge Cup (Can-Am). Die erste Phase der Zusammenarbeit begann 1966, als Penske mit Donohue als Fahrer und einem Lola T70 als Fahrzeug in die Rennserie einstieg und direkt zu den schnellsten Teilnehmern im Feld gehörte. Neben einem Sieg im Canadian Tire Motorsport Park (Mosport) erzielte Donohue als bestes Ergebnis einen dritten Platz im Saisonfinale auf dem Stardust International Raceway in Las Vegas. Diese Ergebnisse zusammen mit anderen Ankünften in den Punkterängen reichten für den zweiten Platz in der Meisterschaft. In der folgenden Saison 1967 konnte er kein Rennen gewinnen, belegte aber bei den Veranstaltungen in Road America und dem Stardust Raceway jeweils den zweiten Platz. Zudem wurde er Dritter auf dem Riverside International Raceway. 1968 fuhr Donohue einmalig einen McLaren M6A und gewann den Lauf auf dem Bridgehampton Race Circuit nahe New York City. In Road America und Edmonton wurde er Dritter und in Riverside Zweiter. Er belegte damit den dritten Rang in der Gesamtwertung. 1969 und 1970 nahm er nur an vereinzelten Läufen ohne Erfolg teil, da Penske seinen Fokus auf andere Rennserien legte.
1971 kehrte Penske als Werkspartner von Porsche Vollzeit in die Can-Am zurück. Ziel war es, den Porsche 917/10 durch Renneinsätze in der Serie weiterzuentwickeln. Donohue fuhr bei der Saisoneröffnung in Mosport direkt auf den zweiten Rang. Während einer Testfahrt zum nächsten Lauf in Road Atlanta empfahl Donohue den Ingenieuren, die Kühlung zu vergrößern, um die Haltbarkeit der Bremsen zu verlängern. Diese setzen den Wunsch um, doch beeinflusste die neue Lösung die Stabilität der Karosserie dramatisch. Während einer schnellen Runde riss in einer Kurve die komplette Heckverkleidung vom Rahmen ab. Dadurch wurde der Porsche instabil, hob ab und schlug hart mit der Front wieder auf den Boden auf. Der Wagen wurde in zwei Hälften gerissen; Donohues Beine ragten ins Freie. Er hatte aber nur eine Knieverletzung erlitten, die erfolgreich operiert werden konnte. Trotzdem musste er den ersten Teil der Saison zur Genesung auslassen und wurde durch George Follmer ersetzt, der gleichzeitig die Gesamtwertung gewann, was Donohue als eine sehr schmerzliche Erfahrung beschrieb. Für die letzten vier Läufe kehrte Donohue ins Cockpit zurück und gewann noch den Lauf in Edmonton.
Für die Saison 1972 lenkte Porsche die Arbeiten auf das Nachfolgemuster 917/30. Die Karosserie wurde überarbeitet und die Motorisierung verstärkt. Die Entwicklung verlief so erfolgreich, dass Porsche und Penske bereits ab dem dritten Saisonlauf in Watkins Glen absolute Dominanz erreicht hatten, weswegen der 917/30 in Anbetracht des auf die Saison 1973 folgenden Abstieges der Serie auch als Can-Am-Killer bezeichnet wurde. Donohue siegte sechsmal und wurde überlegen Meister. Im Anschluss an diesen Erfolg verließ er die Can-Am und setzte seine Karriere in der Veranstaltung des International Race of Champions (IROC) fort.
Kurz vor seinem Tod im August 1975 kehrte Donohue noch einmal in das Cockpit eines Cam-Am-Fahrzeuges zurück. Bei einem Testlauf mit einem modifizierten 917/30K auf dem Talladega Superspeedway stellte er mit im Durchschnitt 354 km/h einen neuen Geschwindigkeitsrekord auf, der erst 1986 von Rick Mears gebrochen wurde.

### Trans-Am (1967–1971)

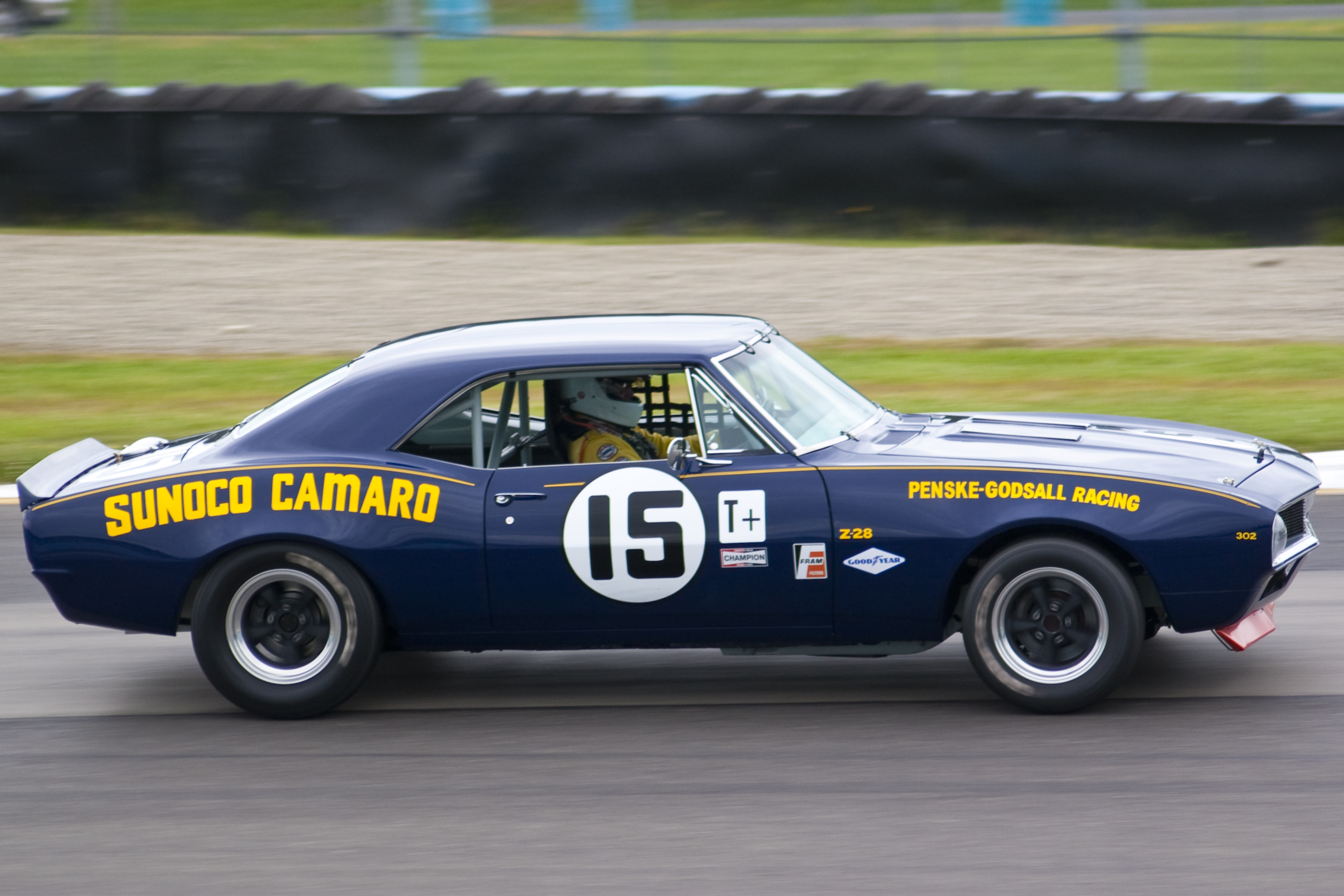
Chevrolet Camaro von Mark Donohue, 1967

Von 1967 bis 1971 startete Donohue in der vom Sports Car Club of America ausgerichteten Trans-Am-Series. Diese Meisterschaft wurde auf verschiedenen Rennstrecken in den USA ausgetragen und war anfänglich für nur gering modifizierte Serienwagen aus dem Bereich der Pony-Cars ausgeschrieben, die Mitte der 1960er-Jahre an Popularität gewonnen hatten. Bis 1972 wurde kein Fahrermeister gekürt. Donohue war während seiner gesamten Teilnahme fest mit Roger Penske verbunden, für den er zu Beginn einen Chevrolet Camaro und ab 1970 einen AMC Javelin fuhr.
In seiner ersten Saison 1967 gewann Donohue drei von zwölf Rennen, hatte aber gegen die überlegeneren Fahrzeuge wie den Ford Mustang und Mercury Cougar meist keine Chance. Ende des Jahres experimentierten Penske und Donohue daher mit neuen Techniken, die seriennahen Wagen leichter zu machen. Diese waren erfolgreich und 1968 gewann Donohue entsprechend zehn von dreizehn Saisonrennen. Er stellte damit den Rekord für die meisten Siege in einer Trans-Am-Saison auf, der erst 1997 gebrochen wurde. 1969 hatte die Konkurrenz ebenfalls ihre Fahrzeuge weiterentwickelt und die Dominanz von Penske gebrochen. Trotzdem gewann Donohue von zwölf Rennen noch sechs.
Für die Saison 1970 wechselte Penske vom Chevrolet Camaro auf AMC Javelin, um den in sportlichen Schwierigkeiten steckenden Hersteller an die Spitze zu führen. Außerdem hatten sich Meinungsverschiedenheiten zwischen Chevrolet und Penske so weit zugespitzt, dass eine weitere Zusammenarbeit nicht mehr möglich war. AMC-Fahrzeuge waren seit der Saison 1969 deutlich ins Hintertreffen geraten und belegten im Endklassement mit großem Abstand auf die Konkurrenz den letzten Platz. Donohue gewann in der ersten Saison drei Rennen und führte AMC damit bereits auf den zweiten Platz in der Gesamtwertung. 1971 dominierte er die Rennen beinahe vollständig und gewann sieben von zehn Läufen, an denen er teilnahm. Dadurch gewann AMC zum ersten und einzigen Mal die Gesamtwertung. Mit dem Ende der Saison 1971 zogen sich Penske und Donohue aus der Trans-Am-Series zurück, um sich anderen Rennprojekten zu widmen.

### NASCAR und USAC Championship Car (1971–1973)

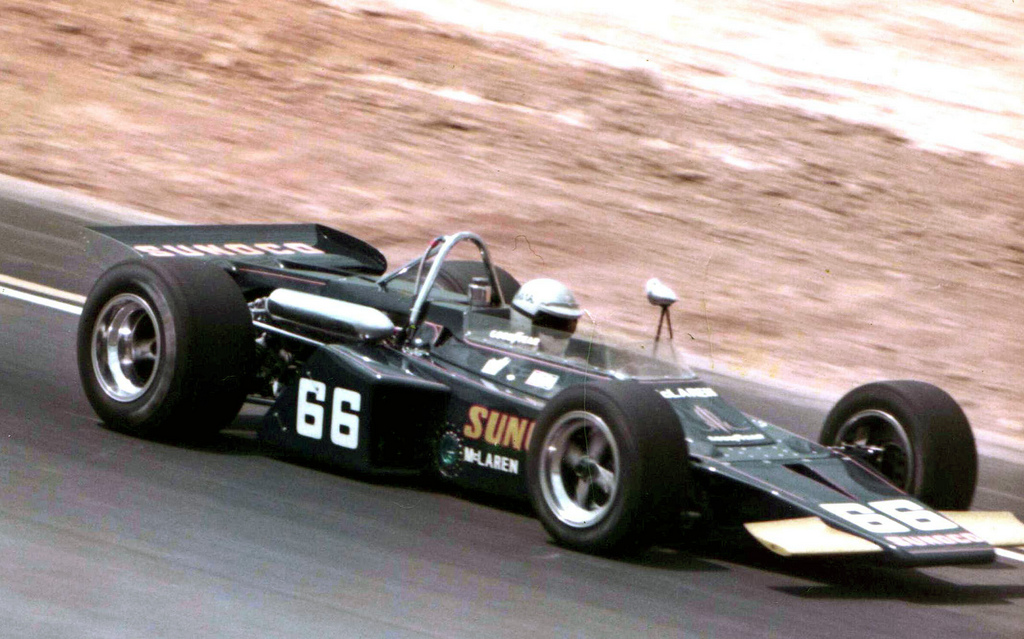
Donohue im McLaren M16A auf dem Weg zum Sieg, Pocono, 1971

Zwischen 1968 und 1973 startete Donohue zu vereinzelten Läufen in der USAC-Championship-Car-Serie, die zu diesem Zeitpunkt die US-amerikanische Formel-Meisterschaft austrug. Penske Racing setzte zu Beginn Chassis von Lola Cars ein. Motoren wurden von Offenhauser und Ford bezogen. Donohue debütierte 1968 bei den beiden Läufen im Canadian Tire Motorsport Park (Mosport), wo er jeweils den sechsten und vierten Platz belegte. 1969 startete er erstmals beim Indianapolis 500 und erreichte als bestes Saisonergebnis einen vierten Rang beim zweiten Lauf auf dem Brainerd International Raceway. 1970 nahm er neben weiteren Rennen erneut am Indianapolis 500 teil und verfehlte als Zweiter den Sieg nur knapp. Auch beim Lauf auf dem Lucas Oil Raceway at Indianapolis wurde er Zweiter.
Ab 1971 fuhr er einen McLaren M16, die mit Offenhauser-Motor zu den stärksten Fahrzeugen im Feld gehörten. Donohue gewann zwei Rennen in Folge; erst das ABC Supply 500 auf dem Pocono Raceway und anschließend das Firestone Indy 400 auf dem Michigan International Speedway. Durch diese Erfolge wurde er für die Meisterschaft klassifiziert und belegte den achten Gesamtrang. 1972 gewann er das Indianapolis 500 und erreichte damit einen der größten Erfolge seiner Karriere. Weiter wurde er bei den Veranstaltungen auf dem Milwaukee Mile und dem Trenton Speedway jeweils Zweiter. Er erreichte den fünften Rang in der Gesamtwertung. Für die Saison 1973, die gleichzeitig seine Letzte war, stieg er auf ein Chassis von AAR Eagle um, war damit aber nicht mehr erfolgreich.
Zudem startete Donohue für Penske in den Saisons 1972 und 1973 mit einem AMC Matador zu einzelnen Rennen im NASCAR Winston Cup. Während er in seiner ersten Saison kaum Erfolge erzielen konnte, gewann er im Januar 1973 das Winston Western 500 auf dem Riverside International Raceway. Das war Donohues erster und einziger Sieg in der höchsten Motorsportliga der NASCAR. Für Penske Racing markierte er aber den Beginn einer Ära, in der sich das Team im Winston Cup festigte und heute zu den erfolgreichsten Rennställen der Serie gehört. Nach diesem Erfolg startete Donohue nur noch einmal beim Atlanta 500 auf dem Atlanta Motor Speedway, konnte dort aber keine Erfolge mehr erzielen.

### IROC (1973–1974)

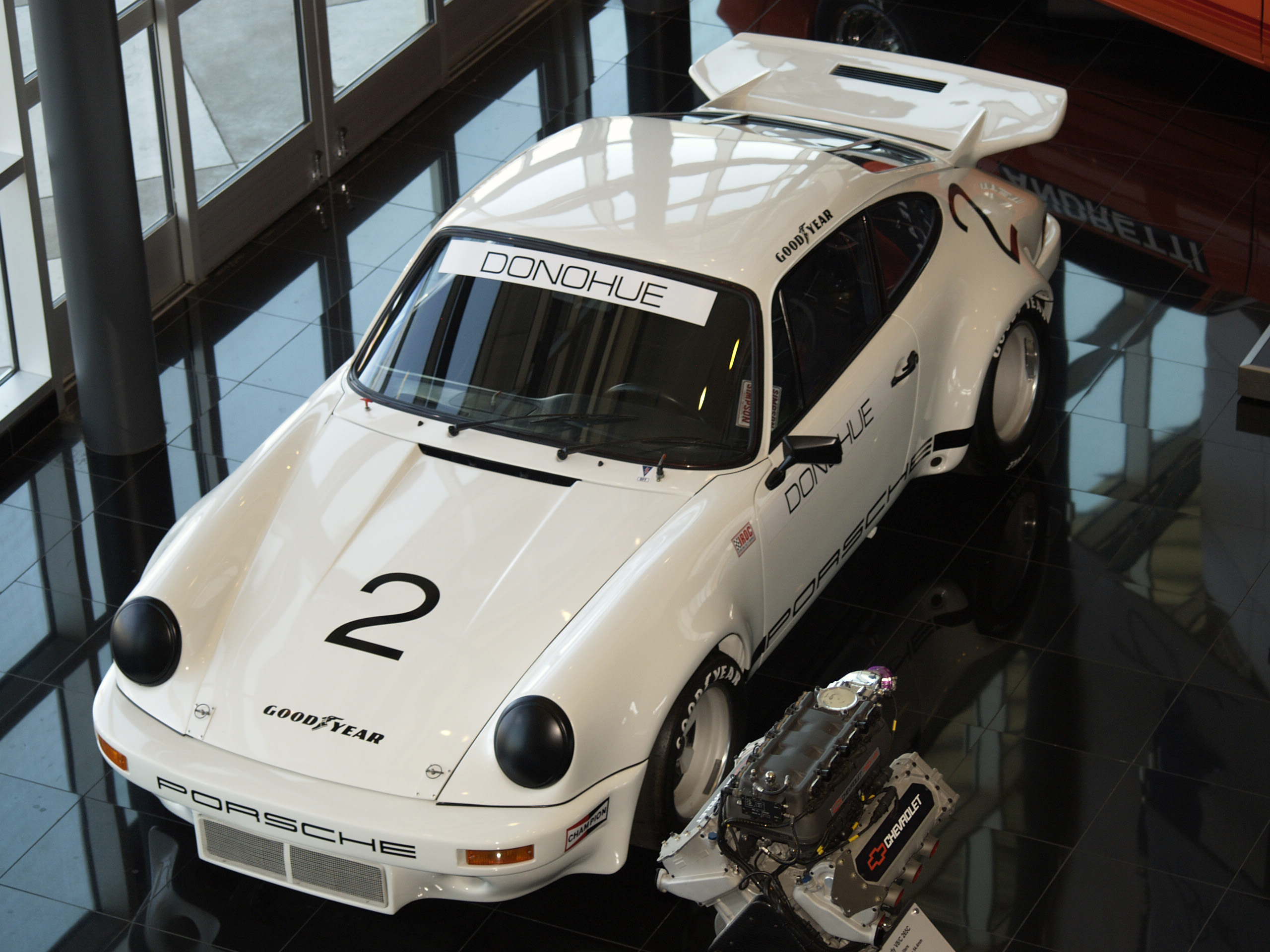
Porsche Carrera RSR von 1974

1972 gründete David Lockton mit dem International Race of Champions eine vier Rennläufe umfassende All-Star-Rennserie, in der die zwölf besten Rennfahrer der Welt versammelt und in identisch mit nur wenig Aufwand vorbereiteten Fahrzeugen gegeneinander antreten sollten. Eine Teilnahme konnte nur durch Einladung erfolgen. Trotz des internationalen Charakters bestand ein Großteil des Fahrerfeldes in der ersten Saison aus US-Amerikanern. Dazu gehörten Peter Revson, Bobby Unser, David Pearson, George Follmer, A. J. Foyt, Bobby Allison, Richard Petty, Gordon Johncock und Roger McCluskey. Zusätzlich nahmen auch die Formel-1-Weltmeister Emerson Fittipaldi und Denny Hulme teil.
Die erste IROC-Saison umfasste vier Rennen, davon drei auf dem Riverside International Raceway und eines auf dem Daytona International Speedway, die 1973 und 1974 ausgetragen wurden. Mark Donohue nahm wie der Rest des Feldes mit einem Einheitsfahrzeug, dem Porsche Carrera RSR, an den Läufen teil. Er gewann drei von vier Rennen und damit ein Preisgeld von insgesamt 54.000 US-Dollar. Einzig beim zweiten Lauf in Riverside musste sich Donohue seinem ehemaligen Penske-Teamkollegen George Follmer geschlagen geben.
Nach diesem letzten großen Erfolg erklärte Donohue seinen Rücktritt vom aktiven Motorsport. Eine weitere Motivation war der Tod seines engen Freundes Swede Savage beim Indianapolis 500 1973. Donohue blieb bei Penske und betätigte sich Mitte 1974 in Entwicklungs- und Managementaufgaben.

### Formel 1 (1971, 1974–1975)

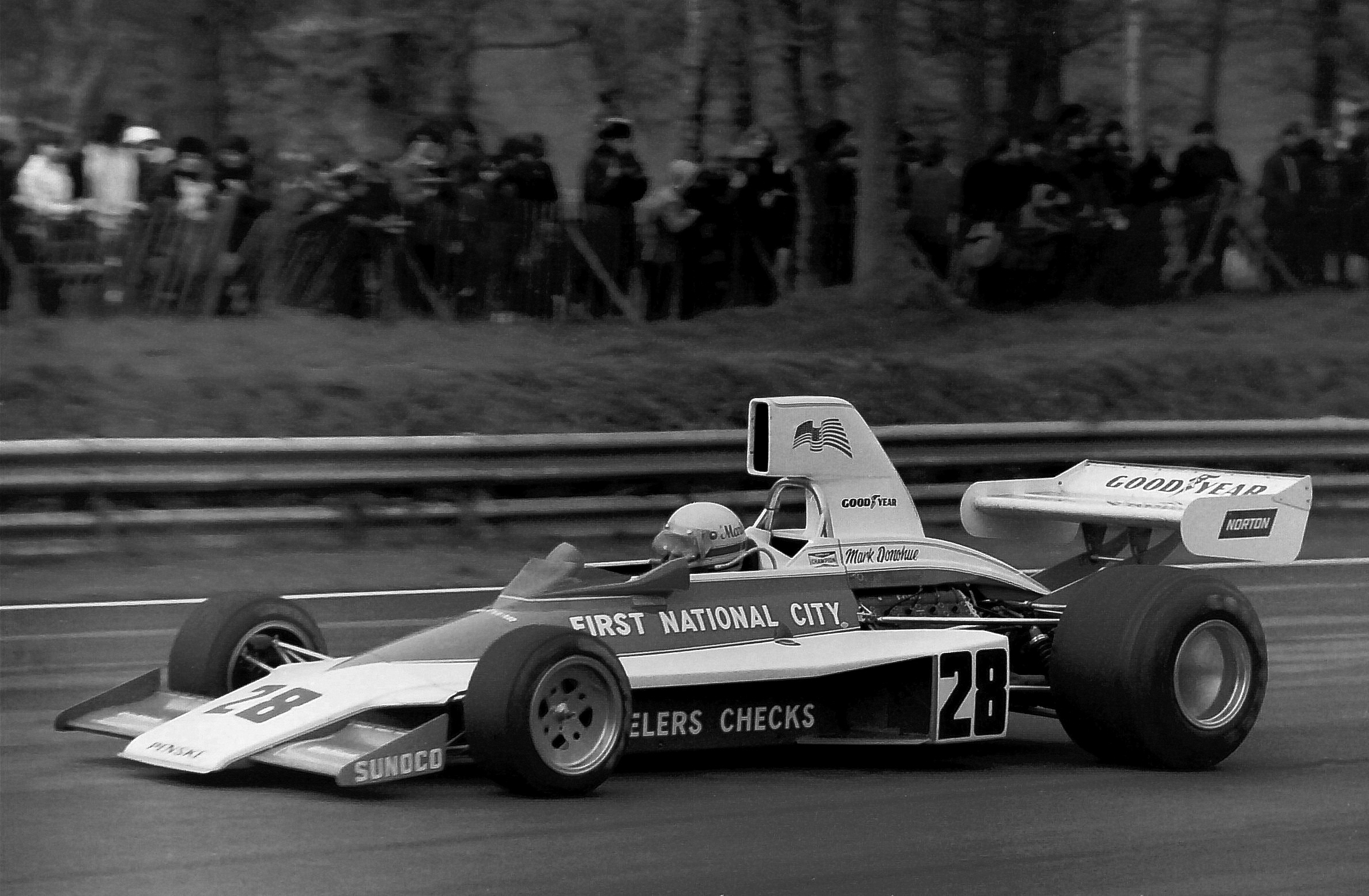
Donohue im PC1 beim Race of Champions, Silverstone, 1975

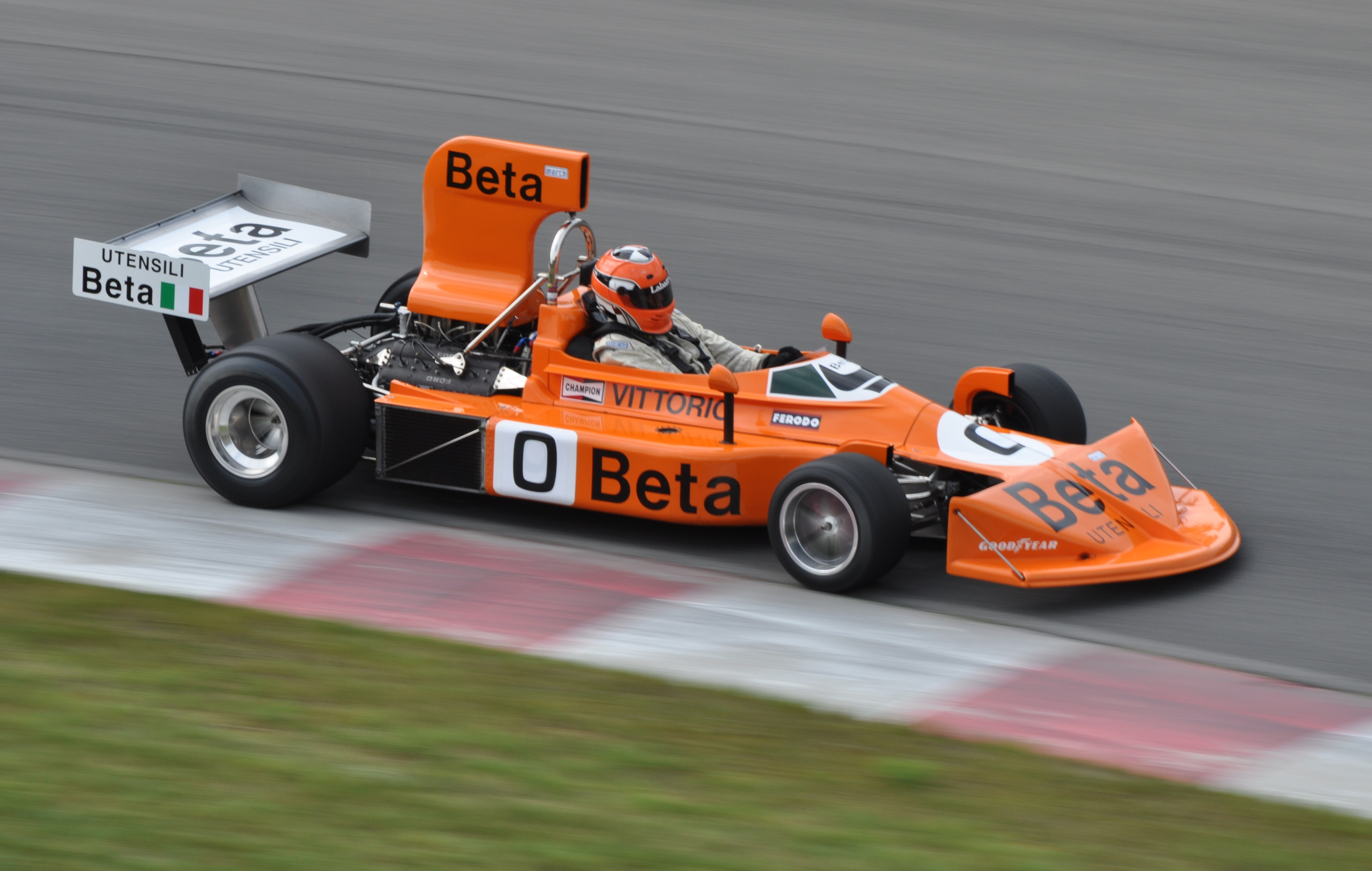
March 751 von Vittorio Brambilla – mit einem baugleichen Fahrzeug fuhr Donohue seine letzten Rennen

Donohue gab sein Debüt in der „Königsklasse des Motorsports“ in der Formel-1-Saison 1971. Zunächst startete er im März 1971 beim Questor Grand Prix auf dem Ontario Motor Speedway in Kalifornien, das als Werbeveranstaltung für die neu eröffnete Strecke ausgetragen wurde. Es zählte nicht zur Weltmeisterschaft. Donohue fuhr ein Lola-Chassis nach den Regularien der Formel 5000, die parallel zu den Formel-1-Fahrzeugen startberechtigt waren, erzielte damit aber keine Erfolge. Für die beiden gewerteten nordamerikanischen Rennläufe der Weltmeisterschaft in Kanada und den USA im Herbst 1971 hatte Roger Penske den zweiten Werks-McLaren gemietet und unter dem Namen Penske-White Racing für Donohue gemeldet. Bereits bei seinem Debüt erreichte er das beste Ergebnis seiner Formel-1-Karriere. Beim aufgrund eines Wolkenbruchs abgebrochenen Großen Preis in Kanada fuhr Donohue bis auf den dritten Platz vor und erreichte damit seine erste und einzige Podestplatzierung. Für den folgenden Großen Preis der USA sollte er ebenfalls starten, doch musste Donohue stattdessen bei einem USAC-Championship-Car-Rennen antreten, das auf den gleichen Tag wie der Grand Prix in Watkins Glen verschoben wurde. Sein Formel-1-Cockpit nahm daher ersatzweise David Hobbs ein. Von diesem Problem war auch Mario Andretti betroffen, der für das Formel-1-Rennen qualifiziert war, letztendlich aufgrund USAC-Verpflichtungen aber nicht starten konnte. Mit seinen vier Punkten erreichte Mark Donohue am Ende der Saison den 16. Platz in der Fahrerwertung. Danach endete seine Formel-1-Karriere zunächst wieder.
Zu Beginn der Formel-1-Saison 1974 war Donohue bereits fest in das Management von Penske Racing eingebunden. Teambesitzer Roger Penske wollte nach den großen Erfolgen in Nordamerika auch in der europäisch geprägten Formel 1 Fuß fassen und erwarb dazu die ehemalige Fabrik für Formel-5000-Fahrzeuge von Graham McRae in Großbritannien. Zeitgleich warb er den Ingenieur Geoff Ferris von Brabham ab, der einen eigenen Formel-1-Wagen für das Team entwickeln sollte. Der Penske PC1 wurde beim Großen Preis von Kanada 1974 im Mosport Park zum ersten Mal bei einem Rennen eingesetzt. Fahrer sollte ursprünglich Peter Revson werden, doch war dieser im März 1974 bei Testfahrten auf dem Kyalami Grand Prix Circuit in Südafrika tödlich verunglückt. Aus diesem Grund entschloss sich Donohue, nachdem er den PC1 tiefgreifend getestet hatte, seine eigentlich beendete Rennsportkarriere nach nur acht Monaten zu reaktivieren. Er sah in der Formel 1 den noch „fehlenden Teil“ seiner Karriere. Das Debüt war unbefriedigend – zwar konnte Donohue vom 24. Platz auf den zwölften Rang vorfahren, doch war er gegen die meisten anderen Fahrzeuge chancenlos, insbesondere auch gegen den direkten nordamerikanischen Konkurrenten Vel’s Parnelli Jones Racing, der ebenfalls debütierte und mit Mario Andretti den siebten Rang erreichen konnte. Beim Heim-Grand-Prix in den USA qualifizierte sich Donohue als 14. besser, musste das Rennen aber mit Aufhängungsschaden beenden. Sowohl der Fahrer als auch sein Team wurden in den Meisterschaften nicht klassifiziert.
In der Formel-1-Saison 1975 wurde das Engagement von Penske Racing auf die komplette Saison ausgeweitet. Gleichzeitig nahm Donohue an keinen weiteren Rennserien mehr teil, um sich voll auf die Formel 1 konzentrieren zu können. Trotz intensiver Entwicklungsarbeit erwies sich der PC1 als zu langsam und unzuverlässig, um aktiv um Punkte kämpfen zu können. Donohue verlor daher zunehmend das Vertrauen sowohl in den Wagen als auch in sich selbst. Einzig beim Großen Preis von Schweden erzielte er als Fünfter zwei WM-Punkte mit dem Penske-Chassis. Ab dem zehnten Saisonrennen, dem Großen Preis von Großbritannien, gab das Team schließlich den PC1 auf. Roger Penske hatte zunächst rein für Entwicklungsarbeiten einen March 751 erworben, das Fahrzeug aber entgegen erster Aussagen aufgrund deutlich schnellerer Rundenzeiten im Vergleich zum PC1 doch in den Rennbetrieb überführt. Der 751 wurde der Penske-Nomenklatur entsprechend als PC2 bezeichnet, die Ergebnisse zählten aber in die March-Konstrukteursstatistik. Bereits beim Debüt des neuen Wagens erzielte Donohue als Fünfter erneut zwei WM-Punkte.

## Unfall und Tod

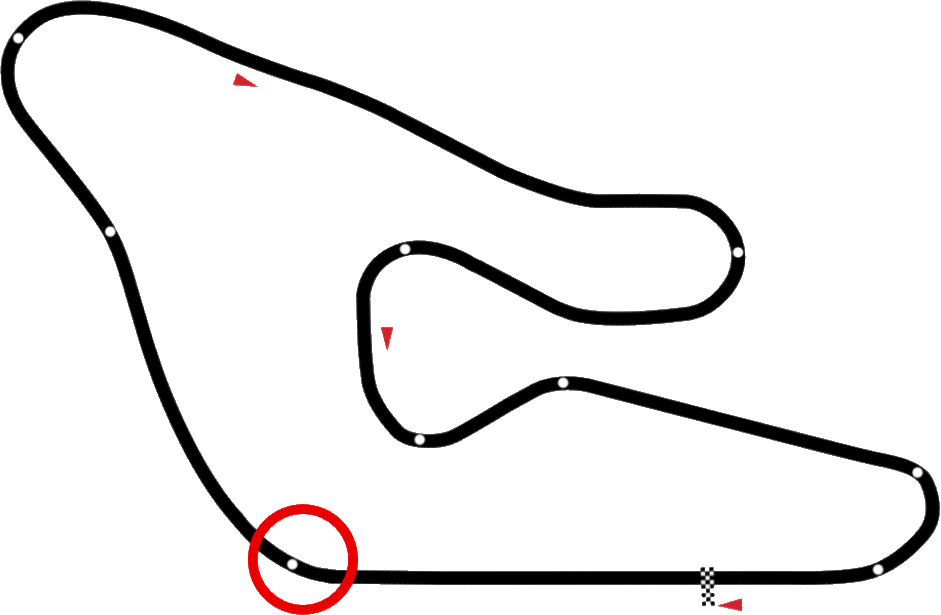
Unfallstelle (Vöst-Hügel-Kurve) auf dem Österreichring

Am 19. August 1975 verstarb Mark Donohue an den Folgen eines Unfalls, den er zwei Tage zuvor beim zwölften Saisonlauf der Formel-1-Saison 1975 – dem Großen Preis von Österreich auf dem Österreichring – erlitten hatte.
Donohue hatte in der Qualifikation den 21. Startplatz herausfahren können und befand sich am Morgen vor dem Rennen auf einer Aufwärmrunde, als bei einer Geschwindigkeit von ca. 260 km/h am Ende der Start-Ziel-Geraden in der Vöst-Hügel-Kurve (auch Hella-Licht-Kurve) der linke Vorderreifen seines March platzte. Er hatte zuvor mit niedrigerem Reifendruck experimentiert – die dadurch resultierenden Belastungen insbesondere durch die hohe Temperatur gelten als die wahrscheinlichste Ursache für das Unglück. Donohue hatte keine Chance den Unfall zu verhindern – sein Wagen riss mehrere am linken Streckenrand aufgestellte Fangzäune mit, wurde über die Leitplanke am Kurvenausgang geschleudert und zerschellte an einer Reklametafel. Der Streckenposten Manfred Schaller wurde von herumfliegenden Trümmerteilen getroffen und verstarb noch an der Unfallstelle – ein weiterer Streckenposten wurde schwer verletzt. Donohue selbst überlebte den Unfall und schien in den Umständen entsprechend guter Verfassung. Er war sogar in der Lage, zusammen mit Rolf Stommelen und Emerson Fittipaldi, die als erste Fahrer an der Unfallstelle eingetroffen waren, aus eigener Kraft zum nächsten Krankenwagen zu laufen. Dieser brachte ihn in das medizinische Zentrum an der Strecke, wo Donohue aber alsbald begann, über Orientierungslosigkeit und Kopfschmerzen zu klagen. Er wurde daher mit einem Hubschrauber in das LKH-Universitätsklinikum Graz geflogen.
Im Hubschrauber verschlechterte sich Donohues Zustand weiter und er fiel kurz darauf ins Koma. In einer dreistündigen Operation wurde ein zuvor als Ursache ausgemachtes Blutgerinnsel im Gehirn entfernt – der Eingriff konnte Donohues Leben aber nicht mehr retten. Die Verletzung hatte er sich während des Unfalls zugezogen, als er von einer Metallstange der Fangzäune am Helm getroffen wurde. Zwei Tage nach dem Unfall verstarb er im Krankenhaus an den Folgen mehrerer Hirnschläge, ohne noch einmal aus dem Koma erwacht zu sein.
Sein Leichnam wurde in die USA überführt und am 25. August 1975 auf dem Saint Teresa Cemetery in seiner Heimatstadt Summit in New Jersey bestattet.

## Nachwirkung und Würdigung

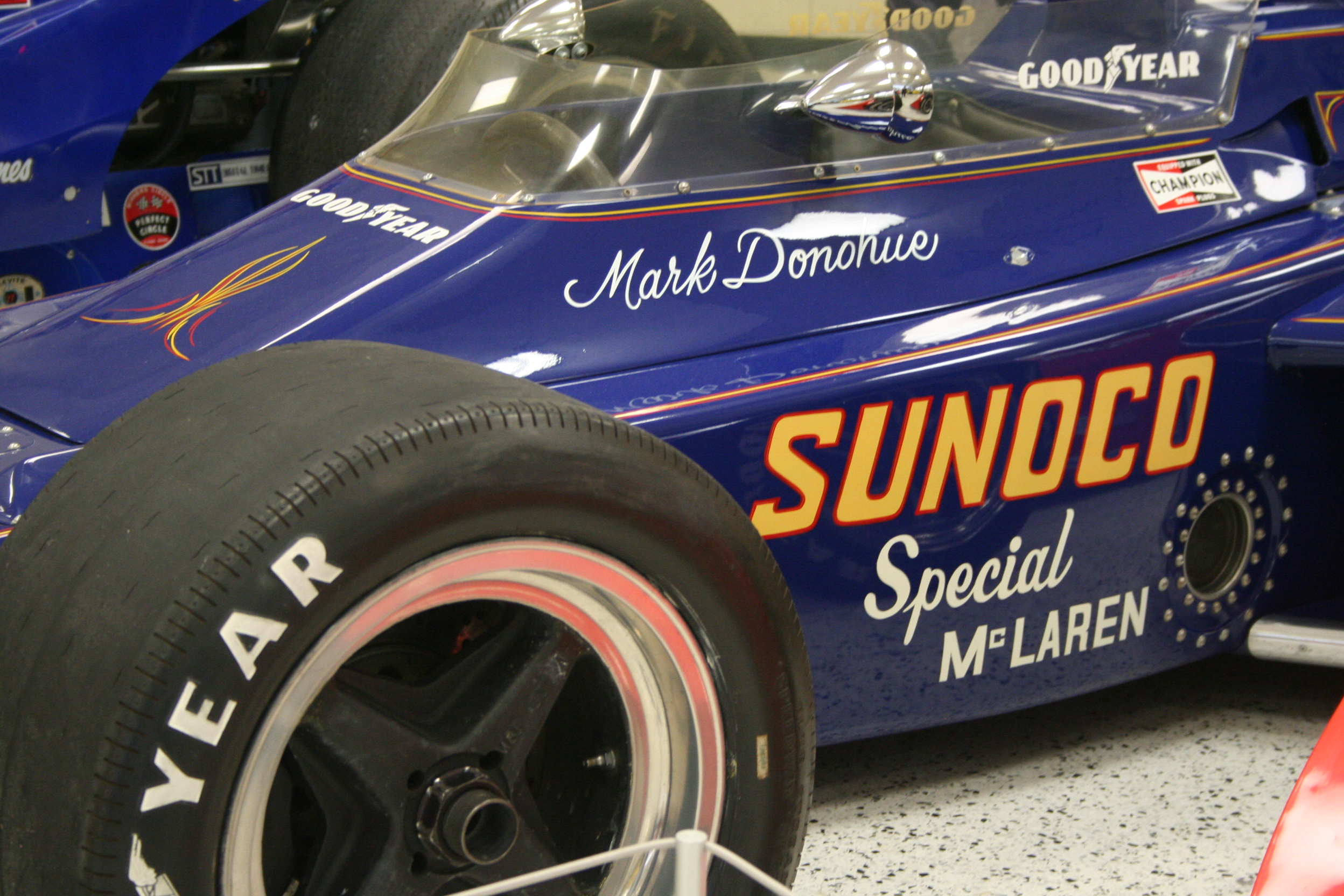
McLaren von Mark Donohue in Indianapolis

Eden Donohue strengte ab 1976 einen Gerichtsprozess gegen den Reifenhersteller Goodyear an, der durch Nachlässigkeit bei der Produktion den verhängnisvollen Reifenschaden an Mark Donohues March verursacht haben soll. Im April 1984 wurde das Urteil von 19,5 Millionen US-Dollar Schadenersatz zugunsten der Witwe gefällt, doch ging Goodyear kurz darauf aufgrund unklarer Beweislage beim Supreme Court des Staates Rhode Island in Berufung. Es wurde kein abschließendes Urteil gefällt, da sich die Konfliktparteien im April 1986 außergerichtlich auf eine Schadenersatzzahlung in Höhe von 12 Millionen US-Dollar einigten. Eine mögliche Prozessflut aufgrund eines Präzedenzfalles gegen Goodyear blieb aus.
1990 wurde Donohue in die International Motorsports Hall of Fame und die Motorsports Hall of Fame of America aufgenommen.
Das Team Penske, an dessen Aufstieg Donohue maßgeblich beteiligt war, ehrte ihn unter anderem dadurch, dass er 2016 symbolisch parallel zum Teambesitzer und -gründer Roger Penske als erste Persönlichkeit in die teameigene Ruhmeshalle aufgenommen wurde. David Donohue nahm die Auszeichnung für seinen Vater entgegen. Außerdem fuhr Ryan Newman bereits 2003 zur Feier des 50. Sieges von Penske im NASCAR Winston Cup einen Dodge in einem an Donohues AMC Matador angelehnten Farbschema. Donohue hatte mit diesem Fahrzeug 1973 das Winston Western 500 auf dem Riverside International Raceway gewonnen. Im April 2023 kündigte Penske eine Wiederholung dieser Ehrung zum 50. Jubiläum des ersten Sieges an: Joey Loganos Ford soll zum Goodyear 400 auf dem Darlington Raceway im Mai in der entsprechenden blau-weiß-roten Lackierung erscheinen.

## Statistik

### Statistik in der Automobil-Weltmeisterschaft
Diese Statistik umfasst alle Teilnahmen des Fahrers an der Automobil-Weltmeisterschaft, die heutzutage als Formel-1-Weltmeisterschaft bezeichnet wird.

#### Gesamtübersicht
| Saison | Team                | Chassis      | Motor                    | Rennen | Siege | Zweiter | Dritter | Poles | schn. Rennrunden | Punkte | WM-Pos. |
| ------ | ------------------- | ------------ | ------------------------ | ------ | ----- | ------- | ------- | ----- | ---------------- | ------ | ------- |
| 1971   | Penske-White Racing | McLaren M19A | Ford Cosworth DFV 3.0 V8 | 2      | –     | –       | 1       | –     | –                | 4      | 16.     |
| 1974   | Penske Cars         | Penske PC1   | Ford Cosworth DFV 3.0 V8 | 2      | –     | –       | –       | –     | –                | –      | NC      |
| 1975   | Penske Cars         | Penske PC1   | Ford Cosworth DFV 3.0 V8 | 9      | –     | –       | –       | –     | –                | 4      | 15.     |
| 1975   | Penske Cars         | March 751    | Ford Cosworth DFV 3.0 V8 | 3      | –     | –       | –       | –     | –                | 4      | 15.     |

#### Einzelergebnisse
| Saison | 1   | 2 | 3   | 4   | 5  | 6 | 7 | 8   | 9 | 10  | 11  | 12 | 13 | 14  | 15 |
| ------ | --- | - | --- | --- | -- | - | - | --- | - | --- | --- | -- | -- | --- | -- |
| 1971   |     |   |     |     |    |   |   |     |   |     |     |    |    |     |    |
|        |     |   |     |     |    |   |   |     | 3 | DNS |     |    |    |     |    |
| 1974   |     |   |     |     |    |   |   |     |   |     |     |    |    |     |    |
|        |     |   |     |     |    |   |   |     |   |     |     |    | 12 | DNF |    |
| 1975   |     |   |     |     |    |   |   |     |   |     |     |    |    |     |    |
| 7      | DNF | 8 | DNF | DNF | 11 | 5 | 8 | DNF | 5 | DNF | DNS |    |    |     |    |

| Legende  | Legende            | Legende                                                          |
| Farbe    | Abkürzung          | Bedeutung                                                        |
| -------- | ------------------ | ---------------------------------------------------------------- |
| Gold     | –                  | Sieg                                                             |
| Silber   | –                  | 2. Platz                                                         |
| Bronze   | –                  | 3. Platz                                                         |
| Grün     | –                  | Platzierung in den Punkten                                       |
| Blau     | –                  | Klassifiziert außerhalb der Punkteränge                          |
| Violett  | DNF                | Rennen nicht beendet (did not finish)                            |
| Violett  | NC                 | nicht klassifiziert (not classified)                             |
| Rot      | DNQ                | nicht qualifiziert (did not qualify)                             |
| Rot      | DNPQ               | in Vorqualifikation gescheitert (did not pre-qualify)            |
| Schwarz  | DSQ                | disqualifiziert (disqualified)                                   |
| Weiß     | DNS                | nicht am Start (did not start)                                   |
| Weiß     | WD                 | zurückgezogen (withdrawn)                                        |
| Hellblau | PO                 | nur am Training teilgenommen (practiced only)                    |
| Hellblau | TD                 | Freitags-Testfahrer (test driver)                                |
| ohne     | DNP                | nicht am Training teilgenommen (did not practice)                |
| ohne     | INJ                | verletzt oder krank (injured)                                    |
| ohne     | EX                 | ausgeschlossen (excluded)                                        |
| ohne     | DNA                | nicht erschienen (did not arrive)                                |
| ohne     | C                  | Rennen abgesagt (cancelled)                                      |
| ohne     | keine WM-Teilnahme |                                                                  |
| sonstige | P/fett             | Pole-Position                                                    |
| sonstige | 1/2/3/4/5/6/7/8    | Punktplatzierung im Sprint-/Qualifikationsrennen                 |
| sonstige | SR/kursiv          | Schnellste Rennrunde                                             |
| sonstige | *                  | nicht im Ziel, aufgrund der zurückgelegten Distanz aber gewertet |
| sonstige | ()                 | Streichresultate                                                 |
| sonstige | unterstrichen      | Führender in der Gesamtwertung                                   |

### Einzelergebnisse bei Formel-1-Rennen ohne Weltmeisterschaftsstatus
Diese Statistik umfasst alle Teilnahmen des Fahrers an Formel-1-Rennen ohne Weltmeisterschaftsstatus.
| Saison | 1   | 2   | 3   | 4   | 5   | 6   | 7   | 8   |
| ------ | --- | --- | --- | --- | --- | --- | --- | --- |
| 1971   | ARG | ROC | QUE | SPR | INT | RIN | OUL | WOR |
| 1971   |     | 14  |     |     |     |     |     |     |
| 1975   | ROC | INT | SUI |     |     |     |     |     |
| 1975   | DNF | 6   |     |     |     |     |     |     |

### Le-Mans-Ergebnisse
| Jahr | Team                 | Fahrzeug        | Teamkollege   | Platzierung | Ausfallgrund |
| ---- | -------------------- | --------------- | ------------- | ----------- | ------------ |
| 1966 | Holman & Moody       | Ford GT40 Mk.II | Paul Hawkins  | Ausfall     | Differential |
| 1967 | Shelby American Inc. | Ford GT40 Mk.IV | Bruce McLaren | Rang 4      |              |
| 1971 | Roger Penske         | Ferrari 512M    | David Hobbs   | Ausfall     | Motorschaden |

### Sebring-Ergebnisse
| Jahr | Team                            | Fahrzeug            | Teamkollege    | Platzierung            | Ausfallgrund   |
| ---- | ------------------------------- | ------------------- | -------------- | ---------------------- | -------------- |
| 1962 | TVR Cars                        | TVR Grantura        | Jay Signore    | Rang 25                |                |
| 1963 | RM Imports                      | TVR Grantura        | Jerry Segerman | Ausfall                | Motorschaden   |
| 1965 | Mecom Racing Team               | Ferrari 250LM       | Walt Hansgen   | Rang 11                |                |
| 1966 | Holman & Moody                  | Ford GT40MK.II      | Walt Hansgen   | Rang 2                 |                |
| 1968 | Roger Penske Racing             | Chevrolet Camaro    | Craig Fisher   | Rang 3 und Klassensieg |                |
| 1969 | Roger Penske Racing Enterprises | Lola T70 Mk.IIIB GT | Ronnie Bucknum | Ausfall                | Führungslenker |
| 1971 | Penske White Racing             | Ferrari 512M        | David Hobbs    | Rang 6                 |                |

### Einzelergebnisse in der Sportwagen-Weltmeisterschaft
| Saison | Team                                        | Rennwagen               | 1   | 2   | 3   | 4   | 5   | 6   | 7   | 8   | 9   | 10  | 11  | 12  | 13  | 14  | 15  | 16  | 17  | 18  | 19  | 20  | 21  | 22  |
| ------ | ------------------------------------------- | ----------------------- | --- | --- | --- | --- | --- | --- | --- | --- | --- | --- | --- | --- | --- | --- | --- | --- | --- | --- | --- | --- | --- | --- |
| 1962   | TVR RM Imports                              | TVR Grantura            | DAY | SEB | SEB | MAI | TAR | BER | NÜR | LEM | TAV | CCA | RTT | NÜR | BRI | BRI | PAR |     |     |     |     |     |     |     |
| 1962   | TVR RM Imports                              | TVR Grantura            |     |     | 25  |     |     |     |     |     |     |     |     |     | DNF |     |     |     |     |     |     |     |     |     |
| 1963   | RM Imports                                  | TVR Grantura            | DAY | SEB | SEB | TAR | SPA | MAI | NÜR | CON | ROS | LEM | MON | WIS | TAV | FRE | CCE | RTT | OVI | NÜR | MON | MON | TDF | BRI |
| 1963   | RM Imports                                  | TVR Grantura            |     |     | DNF |     |     |     |     |     |     |     |     |     |     |     |     |     |     |     |     |     |     | 20  |
| 1964   | Walt Hansgen                                | MGB                     | DAY | SEB | TAR | MON | SPA | CON | NÜR | ROS | LEM | REI | FRE | CCE | RTT | SIM | NÜR | MON | TDF | BRI | BRI | PAR |     |     |
| 1964   | Walt Hansgen                                | MGB                     |     |     |     |     |     |     |     |     |     |     |     |     |     |     | 8   |     |     |     |     |     |     |     |
| 1965   | Mecom Racing Team                           | Ferrari 250LM           | DAY | SEB | BOL | MON | MON | RTT | TAR | SPA | NÜR | MUG | ROS | LEM | REI | BOZ | FRE | CCE | OVI | NÜR | BRI | BRI |     |     |
| 1965   | Mecom Racing Team                           | Ferrari 250LM           | 11  |     |     |     |     |     |     |     |     |     |     |     |     |     |     |     |     |     |     |     |     |     |
| 1966   | Holman & Moody                              | Ford GT40               | DAY | SEB | MON | TAR | SPA | NÜR | LEM | MUG | CCE | HOK | SIM | NÜR | ZEL |     |     |     |     |     |     |     |     |     |
| 1966   | Holman & Moody                              | Ford GT40               | 3   | 2   |     |     |     |     | DNF |     |     |     |     |     |     |     |     |     |     |     |     |     |     |     |
| 1967   | Holman & Moody Carroll Shelby International | Ford GT40               | DAY | SEB | MON | SPA | TAR | NÜR | LEM | HOK | MUG | BRH | CCE | ZEL | OVI | NÜR |     |     |     |     |     |     |     |     |
| 1967   | Holman & Moody Carroll Shelby International | Ford GT40               | DNF |     |     |     |     |     | 4   |     |     |     |     |     |     |     |     |     |     |     |     |     |     |     |
| 1968   | Team Penske                                 | Chevrolet Camaro        | DAY | SEB | BRH | MON | TAR | NÜR | SPA | WAT | ZEL | LEM |     |     |     |     |     |     |     |     |     |     |     |     |
| 1968   | Team Penske                                 | Chevrolet Camaro        | 12  | 3   |     |     |     |     |     |     |     |     |     |     |     |     |     |     |     |     |     |     |     |     |
| 1969   | Team Penske                                 | Lola T70                | DAY | SEB | BRH | MON | TAR | SPA | NÜR | LEM | WAT | ZEL |     |     |     |     |     |     |     |     |     |     |     |     |
| 1969   | Team Penske                                 | Lola T70                | 1   | DNF |     |     |     |     |     |     |     |     |     |     |     |     |     |     |     |     |     |     |     |     |
| 1970   | Team Penske                                 | AMC Javelin             | DAY | SEB | BRH | MON | TAR | SPA | NÜR | LEM | WAT | ZEL |     |     |     |     |     |     |     |     |     |     |     |     |
| 1970   | Team Penske                                 | AMC Javelin             | DNF |     |     |     |     |     |     |     |     |     |     |     |     |     |     |     |     |     |     |     |     |     |
| 1971   | Team Penske                                 | Ferrari 512S            | BUA | DAY | SEB | BRH | MON | SPA | TAR | NÜR | LEM | ZEL | WAT |     |     |     |     |     |     |     |     |     |     |     |
| 1971   | Team Penske                                 | Ferrari 512S            |     | 3   | 6   |     |     |     |     |     | DNF |     | DNF |     |     |     |     |     |     |     |     |     |     |     |
| 1973   | Team Penske                                 | Porsche 911 Carrera RSR | DAY | VAL | DIJ | MON | SPA | TAR | NÜR | LEM | ZEL | WAT |     |     |     |     |     |     |     |     |     |     |     |     |
| 1973   | Team Penske                                 | Porsche 911 Carrera RSR | DNF |     |     |     |     |     |     |     |     | 6   |     |     |     |     |     |     |     |     |     |     |     |     |